# Olocau
Olocau település Spanyolországban, Valencia tartományban. Olocau Gátova, Llíria, Marines, La Pobla de Vallbona és Serra községekkel határos. Lakosainak száma 2425 fő (2024).

## Népesség
A település népessége az utóbbi években az alábbiak szerint változott:
| Lakosok száma | 933  | 1127 | 1338 | 1479 | 1647 | 1628 | 1750 | 1771 | 2148 | 2425 |
|               | 2001 | 2004 | 2007 | 2009 | 2012 | 2014 | 2017 | 2019 | 2022 | 2024 |